# Всеволожский, Андрей Дмитриевич
Андрей Дмитриевич Всеволожский (11 июля 1851 — 16 мая 1912 ) — русский военачальник. Столбовой дворянин, 
преображенец, участник Русско-турецкой войны (1877—1878), русский военный советник в Болгарии (1878—1885), командующий 4-й стрелковой «Железной» дивизией (1905—1907) и участник Русско-японской войны. Генерал-лейтенант (1907).

## Биография
Из дворянского рода Всеволожских. Родился 11 июля 1851 года. Окончил Павловское военное училище, откуда был выпущен в Лейб-гвардии Преображенский полк. Участвовал в Русско-турецкой войне (1877—1878), штабс-капитан (1878). После окончания войны остался в Болгарии в числе русских офицеров — военных советников, призванных помочь в формировании новой болгарской армии. Первый командир образцового 1-го пехотного Софийского полка (болг.) в чине подполковника (1884—1885). В 1885 году, на фоне событий Болгарского кризиса и продлившейся менее месяца Сербско-болгарской войны, вместе с другими русскими офицерами был отозван в Россию.
По возвращении в Российскую Империю, Всеволожский последовательно занимал следующие должности:
- Командир 16-го пехотного Ладожского полка (18 сентября 1897 – 7 февраля 1901).
- Командир 2-й бригады 7-й пехотной дивизии (7 февраля 1901 — 22 марта 1901).
- Командир Лейб-гвардии Литовского полка (22 марта 1901 — 30 апреля 1903)
- Командир 2-й бригады 2-й пехотной дивизии (1903 — 11 декабря 1903)
- Командир 2-й бригады 30-й пехотной дивизии (11 декабря 1903 — 28 июля 1905)
- Командующий 4-й стрелковой «Железной» дивизией (28 июля 1905 — 7 июля 1907), во главе которой принял участие в Русско-японской войне.

С 1901 года — генерал-майор. В 1907 году вышел в отставку с производством в генерал-лейтенанты.
Скончался Всеволожский 16 мая 1912 года.

## Награды
- Орден Святой Анны 4 степени (1878)
- Орден Святого Станислава 3 степени с мечами и бантом (1878)
- Орден Святой Анны 2 степени (1894)
- Орден Святого Владимира 4 степени с бантом (1897)
- Орден Святого Владимира 3 степени (1899)
- Орден Святого Станислава 1 степени (1904)